# Пригородная Слободка
При́городная Слобо́дка — село в сельском поселении Городенский сельсовет Льговского района Курской области,

## География
Село находится на реке Сейм, в 53 км от российско-украинской границы, в 61 км к западу от Курска, в 1 км к северо-востоку от районного центра — города Льгов, в 4 км от центра сельсовета — села Городенск.
Улицы
В селе улицы: Асеева, Большая Слободка, Будённого, К. Маркса, Калинина, Комсомольская.
Климат
Пригородная Слободка, как и весь район, расположена в поясе умеренно континентального климата с тёплым летом и относительно тёплой зимой (Dfb в классификации Кёппена).
| Показатель                                                                      | Янв. | Фев. | Март | Апр. | Май  | Июнь | Июль | Авг. | Сен. | Окт. | Нояб. | Дек. | Год  |
| ------------------------------------------------------------------------------- | ---- | ---- | ---- | ---- | ---- | ---- | ---- | ---- | ---- | ---- | ----- | ---- | ---- |
| Средний суточный максимум, °C                                                   | −3,9 | −2,8 | 3,1  | 13,2 | 19,5 | 22,7 | 25,3 | 24,6 | 18,3 | 10,7 | 3,6   | −1   | 11,1 |
| Средняя температура, °C                                                         | −5,9 | −5,4 | −0,5 | 8,4  | 14,8 | 18,4 | 20,9 | 20   | 14,1 | 7,4  | 1,4   | −2,9 | 7,6  |
| Средний суточный минимум, °C                                                    | −8,4 | −8,5 | −4,6 | 2,9  | 9,2  | 13,1 | 15,9 | 14,9 | 9,9  | 4,1  | −0,9  | −5,1 | 3,5  |
| Норма осадков, мм                                                               | 50   | 44   | 48   | 50   | 63   | 71   | 77   | 54   | 57   | 57   | 48    | 49   | 668  |
| Источник: Погода по месяцам c ru.climate-data.org(дата обращения: Октябрь 2021) |      |      |      |      |      |      |      |      |      |      |       |      |      |

Часовой пояс
Село Пригородная Слободка, как и вся Курская область, находится в часовой зоне МСК (московское время). Смещение применяемого времени относительно UTC составляет +3:00.

## История
В качестве неофициального статуса считается частью города Льгова. Старым названием села является Подгородняя слободка.

## Население
| 2002 | 2010 |
| ---- | ---- |
| 603  | ↘551 |

## Инфраструктура
Личное подсобное хозяйство. В селе 347 домов.

## Транспорт
Пригородная Слободка находится в 7,5 км от автодороги регионального значения 38К-017 (Курск — Льгов — Рыльск — граница с Украиной) как часть европейского маршрута E38, на автодороге 38К-042 (38К-017 — Льгов), на автодорогe межмуниципального значения 38Н-433 (Льгов — Городенск — Борисовка — Речица), в 3 км от ближайшей ж/д станции Шерекино (линия Навля — Льгов I).
В 145 км от аэропорта имени В. Г. Шухова (недалеко от Белгорода).

## Достопримечательности
Утраченная Преображенская церковь
. С 1878 по 1898 год в этой церкви служил священник и законоучитель приходского училища Семён Сергеевич Булгаков.
У села Пригородная Слободка находится оборудованный родник у автодороги Льгов-Борисовка.